# Pierre Simon Fournier

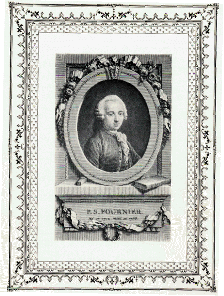
Pierre-Simon Fournier

Pierre-Simon Fournier (ur. 15 września 1712, zm. 8 października 1768) – francuski rytownik, giser i drukarz. 
Był właścicielem odlewni czcionek, którą przejął od swojego ojca w 1736 roku. Był autorem nowych kroi pism: antykwy i czcionek nutowych. Jest również wynalazcą systemu mierzenia jednostek typograficznych w 1737 roku, które po ulepszeniu przez Didodów jest używany do dzisiaj. Tworzył artystyczne ozdobniki drukarskie: winiety, kwiatony. 
Autor m.in. Modeles des caracteres de l'omprimerie (1742) oraz Manuel typographique w dwóch tomach (1764 - 1766), gdzie poruszał problematyki sztuki drukarskiej, drzeworytniczej i o odlewaniu czcionek.